# جيم أوتيس
جيم أوتيس (بالإنجليزية: Jim Otis)‏ هو لاعب كرة قدم أمريكية أمريكي، ولد في 29 أبريل 1948 في سيلينا في الولايات المتحدة.

## وصلات خارجية
- جيم أوتيس على موقع مرجع كرة القدم المحترفة.كوم (الإنجليزية)